# Liste des piscines de Villeurbanne
 (mars 2025).
La mise en forme du texte ne suit pas les recommandations de Wikipédia : il faut le « wikifier ».
Les points d'amélioration suivants sont les cas les plus fréquents :
- Les titres sont pré-formatés par le logiciel. Ils ne sont ni en capitales, ni en gras.
- Le texte ne doit pas être écrit en capitales (les noms de famille non plus), ni en gras, ni en italique, ni en « petit »…
- Le gras n'est utilisé que pour surligner le titre de l'article dans l'introduction, une seule fois.
- L'italique est rarement utilisé : mots en langue étrangère, titres d'œuvres, noms de bateaux, etc.
- Les citations ne sont pas en italique mais en corps de texte normal. Elles sont entourées par des guillemets français : « et ».
- Les listes à puces sont à éviter, des paragraphes rédigés étant largement préférés. Les tableaux sont à réserver à la présentation de données structurées (résultats, etc.).
- Les appels de note de bas de page (petits chiffres en exposant, introduits par l'outil «  Source ») sont à placer entre la fin de phrase et le point final[comme ça].
- Les liens internes (vers d'autres articles de Wikipédia) sont à choisir avec parcimonie. Créez des liens vers des articles approfondissant le sujet. Les termes génériques sans rapport avec le sujet sont à éviter, ainsi que les répétitions de liens vers un même terme.
- Les liens externes sont à placer uniquement dans une section « Liens externes », à la fin de l'article. Ces liens sont à choisir avec parcimonie suivant les règles définies. Si un lien sert de source à l'article, son insertion dans le texte est à faire par les notes de bas de page.
- La présentation des références doit suivre les conventions bibliographiques. Il est recommandé d'utiliser les modèles {{Ouvrage}}, {{Chapitre}}, {{Article}}, {{Lien web}} et/ou {{Bibliographie}}. Le mode d'édition visuel peut mettre en forme automatiquement les références.
- Insérer une infobox (cadre d'informations à droite) n'est pas obligatoire pour parachever la mise en page.

Pour une aide détaillée, merci de consulter Aide:Wikification.
Si vous pensez que ces points ont été résolus, vous pouvez retirer ce bandeau et améliorer la mise en forme d'un autre article.
Villeurbanne compte aujourd'hui trois établissements balnéaires : le centre nautique Étienne Gagnaire (ancienne piscine d'été de Cusset), la piscine des gratte-ciels et la piscine André Boulloche.
Les premières piscines de la ville, la piscine d'été Cusset et la piscine des gratte-ciels, ouvrent au début des années 30 dans un contexte de développement des politiques hygiénistes et de concurrence entre les villes de Lyon et Villeurbanne. La piscine André Boulloche ouvre quant à elle en 1978.

## Centre nautique Étienne Gagnaire ou Piscine d'été de Cusset
Premier équipement de sport nautique de la ville de Villeurbanne, la piscine de Cusset, située au 59 avenue Marcel Cerdan, est inaugurée le 31 mai 1931. Pensée par l'architecte Henri Chambon, il s'agit d'une piscine d'été, ouverte du 15 mai au 15 septembre.
Elle est renommée Centre nautique Étienne Gagnaire, du nom de l'ancien maire de la Villeurbanne en 1983.

### Aux origines du projet
Construite sur les terrains concédés du canal de Jonage, dans le quartier de Cusset, la piscine d'été de Cusset s’inscrit dans la politique hygiéniste de Lazare Goujon. Selon ce dernier, avant la construction de la piscine de Cusset, « aucun établissement de natation véritablement digne de ce nom n’existait à Villeurbanne ni, l’on peut bien dire, dans la région ».
Le projet s'inscrit également dans le cadre de la rivalité qui oppose la ville de Lyon à celle de Villeurbanne. La piscine d'été est ainsi lancée en 1929, en même temps que débutent les travaux, à Lyon, d'un stade nautique dans le quartier Gerland.

### Une réalisation avant-gardiste

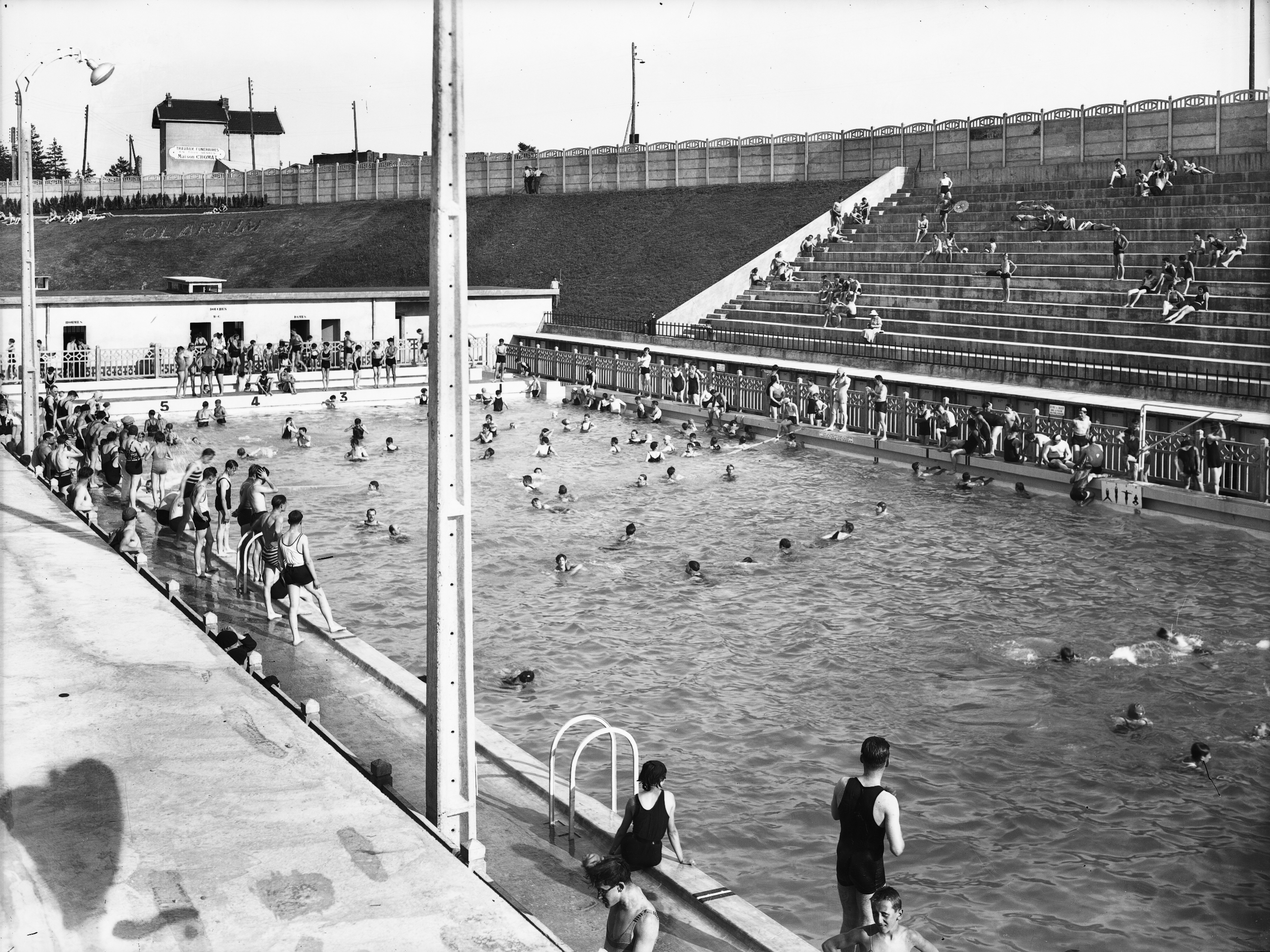
Le bassin et le solarium de la piscine d'été de Cusset à Villeurbanne.

En 1931, la piscine d'été de Cusset se place à l'avant-garde régionale en matière d'urbanisme et de politique sportive. Elle se dote de deux bassins : le premier est destiné à l'apprentissage de la natation, le second, destiné à la pratique sportive, accueille notamment les compétitions. La piscine comprend également 316 cabines pour les hommes et 64 pour les femmes et 4 potences pour l'apprentissage.  
À l'initiative de Lazare Goujon, la piscine utilise un système de filtres à quartz et le principe de verdunisation (procédé de désinfection de l’eau par chloration) pour rendre l'eau saine. Les douches sont obligatoires avant le bain pour assurer la santé des baigneurs.
En outre, une grande place est accordée aux loisirs : la piscine comprend un solarium (des plages de sable fin de 300m² chacune), des gradins ainsi qu'une buvette-restaurant,.

### La piscine de Cusset depuis son ouverture

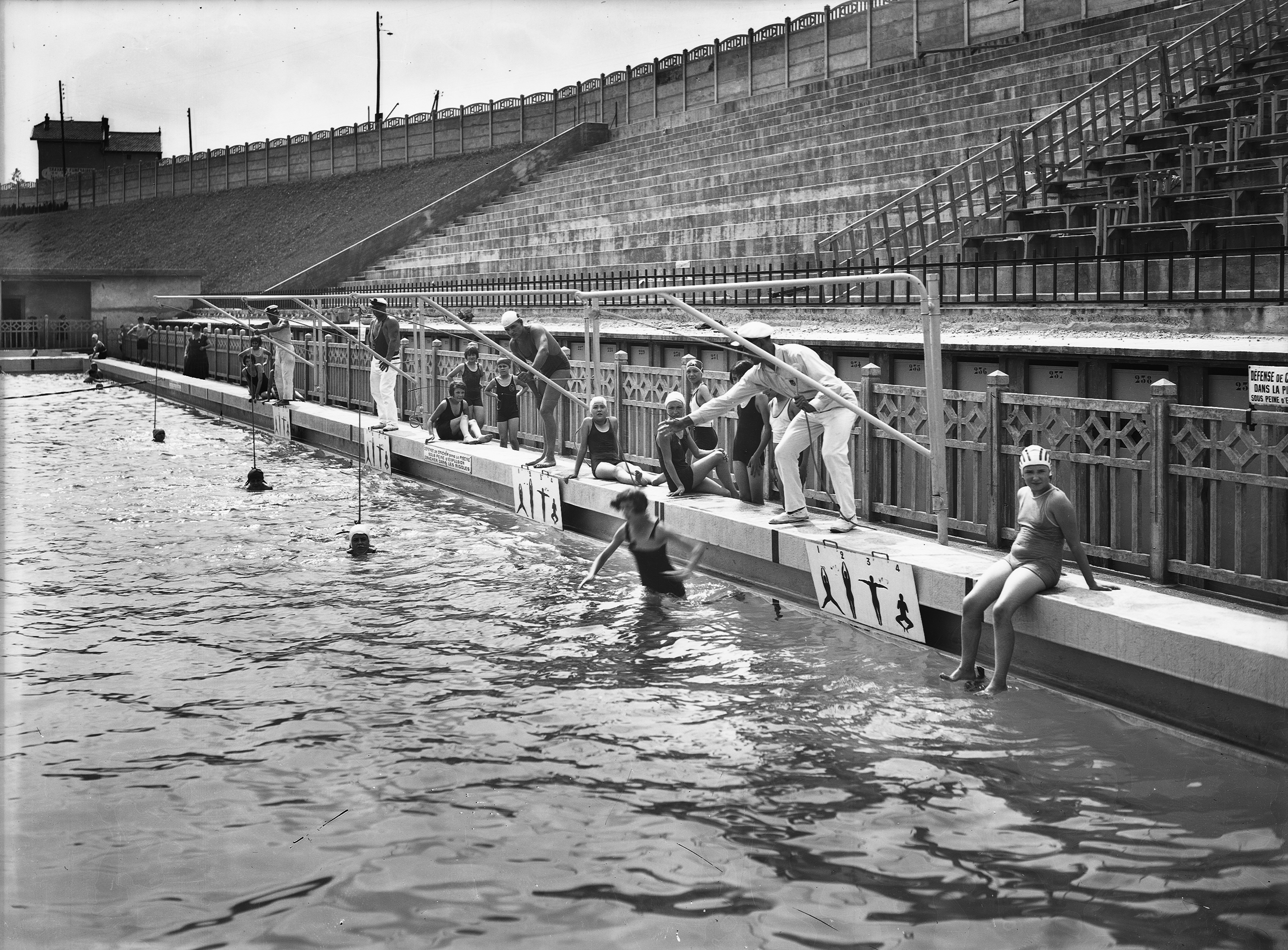
Leçon de natation à la piscine d'été de Cusset. Des potences d'apprentissage sont utilisées pour maintenir les jeunes filles.

La piscine s'avère être un succès et devient le cadre de la sociabilité villeurbannaise : elle est plébiscitée par les scolaires et les sociétés sportives telles que l'association sportive villeurbannaise ou le club sportif Thiers, ce qui lui vaut d'être la seule piscine qui réalise des bénéfices. On peut lire dans les périodiques de l'époque : «Ils [les élus lyonnais] en sont encore tout éberlués».
Depuis son ouverture, la piscine continue d'être modernisée : elle est l'un des premiers centres nautiques à s'équiper à la fin des années 1980 d’un rideau pour garder la chaleur des bassins extérieurs puis, dans les années 1990, de vestiaires électroniques et d’une salle de musculation.  Fin 1972, la piscine d’été ferme ses portes pour être modernisée par l'architecte Michel Marin et est inaugurée le 23 mai 1976 par le maire Étienne Gagnaire.

## Piscine des gratte-ciels ou piscine du palais du travail
La piscine d'hiver de Villeurbanne est située dans le palais du travail, au coeur du quartier des gratte-ciels de Villeurbanne. Elle est inaugurée le 28 octobre 1933.

### Aux origines du projet
La construction de la piscine des gratte-ciels s'inscrit dans la politique de développement d'équipements sportifs villeurbannais, dans le sillage de la construction de la piscine d'été de Cusset en 1929.
En 1933, alors que le palais du travail est en cours d'exécution, Lazare Goujon fait le choix d'ajouter une piscine couverte dans les sous-sol du corps central du bâtiment qui devaient à l'origine accueillir une salle de réunion. Ce changement permet la création d'une piscine à moindre frais (2,3 millions de francs). Dessiné par l'architecte Morice Leroux, le palais du travail comprend, outre la piscine, des salles de réunion et des bureaux pour les sociétés, une brasserie, un théâtre, un dispensaire et un office municipal d'hygiène sociale destinés à rassemblés des services de soins et d'hygiène, ce qui lui vaut le surnom de "temple laïque" donné par Lazare Goujon.
L'ajout de la piscine dans ce bâtiment destiné aux services publics témoigne du nouveau regard porté sur cet équipement sportif. Permettant d'allier loisirs, sport et éducation physique, sa construction s'inscrit dans le «socialisme d'action» et une politique d'«hygiène sociale»».

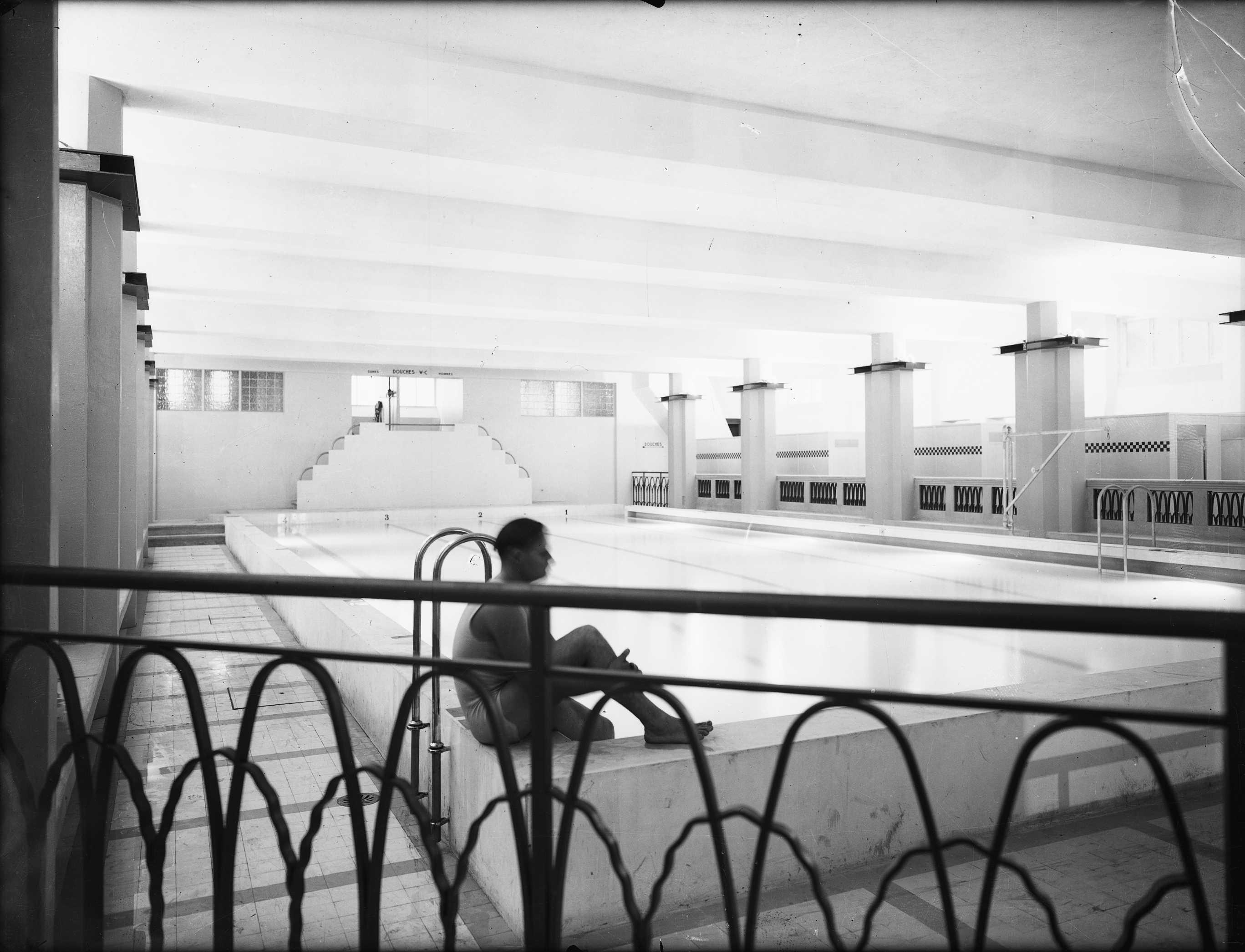
Nageur au bord du bassin de la piscine du palais du travail à Villeurbanne.

### Architecture
La piscine des gratte-ciels ne comprend qu'un bassin de taille moyenne (20m x 9m) avec une pente douce et des potences pour l'apprentissage. Sa modernité réside dans son grand nombre de cabines (130), ses projecteurs à la surface de l'eau, le maintien d'une température à 24 degrés dans l'eau et l'ajout d'une fresque de Léon Simard couvrant l'escalier d'accès au bassin. La piscine est ainsi esthétique et attractive.

### La piscine du palais du travail depuis son ouverture
La piscine du palais du travail connait un succès auprès du public scolaire : elle accueille env 20 000 écoliers et en 1937, les sessions natation du Brevet Sportif Populaire, instauré par Léo Lagrange s'y déroulent,.
Depuis son ouverture, la piscine a connu plusieurs rénovations. En 1962 d'abord, elle est modernisée sous le mandat d'Étienne Gagnaire. De nouveaux filtrages et éclairages, de nouvelles fresques et mosaïques et un vivarium sont installées. Elle est à nouveau rénovée dans les années 80 et 90 pour être finalement rouverte en 2011. Aujourd'hui, la piscine est surtout destinée aux scolaires : elle n'est ouverte à tous les publics que deux midis par semaine.

## Autour des piscines de Villeurbanne
Le fond Jules Sylvestre conservé à la Bibliothèque municipale de Lyon rassemble une vingtaine de photographies des piscines de Villeurbanne. Prises entre 1931 et 1935, celles-ci témoignent de la place que prennent ces nouveaux équipements publics dans la vie des villeurbannais comme lieu d’éducation sportive mais également de loisirs et de sociabilité.

## Sitographie
- « La piscine de Cusset ou centre sportif Étienne Gagnaire », sur Le Rize.
- « Piscine des gratte-ciels », sur Le Rize.
- « Fonds "Jules Sylvestre" numérisé », sur Numelyo.